# Lac de Servières
Le lac de Servières est un lac français d’origine volcanique situé dans la région Auvergne-Rhône-Alpes, au cœur du Massif central, dans le département du Puy-de-Dôme, plus précisément dans le massif des monts Dore.

## Description
Situé sur la commune d'Orcival, à une altitude de 1 202 m, c'est un maar, formé par une éruption phréato-magmatique. En remontant via les fractures du sol terrestre, le magma rencontre une nappe phréatique. La vaporisation immédiate de l'eau provoque une pression intense qui produit une forte explosion et donne une éruption phréato-magmatique. Le cratère est ensuite rempli d'eau.
Le lac de Servières est moins profond (26 m) et beaucoup plus petit que le principal maar de la région, le lac Pavin, puisqu'il ne fait que 15 hectares, contre 44 au lac Pavin.
Comme la plupart des lacs de cratère, sa forme est quasi circulaire. Il est entouré de parois abruptes au sud, vers le puy de Combe Perret, alors qu'à l'est, ses eaux affleurent le bord du cratère d'où s'échappe parfois un trop plein à son extrémité orientale. La Sioule, affluent de l'Allier ne prend pas sa source du lac, mais un peu plus bas, à environ 1,2 kilomètre au nord-est.
Il est en grande partie entouré de forêts de mélèzes et de sapins, où l'on trouve en été des myrtilles, et des framboises sauvages. On peut y pêcher la truite arc-en-ciel, la truite fario et l'omble de fontaine. La pêche à la mouche n'y est plus aussi productive.
Sur les estives qui le bordent, de mystérieux trous sont alignés. Ce sont des vestiges d'habitations, les tras (ancienne appellation des burons). Il s'agit d'anciennes cabanes de bergers (des burons temporaires d’estive) couvertes de toitures végétales, utilisées du XIIIe au XIXe siècle.
Le site est particulièrement bien préservé au vu des nombreuses espèces végétales présentes et de la qualité de l'eau.
Deux sentiers de grande randonnée s'y croisent : le GR 30 et le GR 441.
Une promenade permet d'en faire le tour en 45 minutes.

## Propriété
Le lac de Servières appartient au département du Puy-de-Dôme depuis fin 2019, qui désire le classer en zone naturelle sensible. Il était auparavant une propriété privée, gérée par la société de pêche du personnel Michelin.
Cette étendue d'eau est strictement réservée aux pécheurs. Baignade et canotage y sont interdits bien que l'accès à la plage soit autorisé et libre.
Le lac est également utilisé par les pompiers pour leurs exercices.

## Galerie de photos

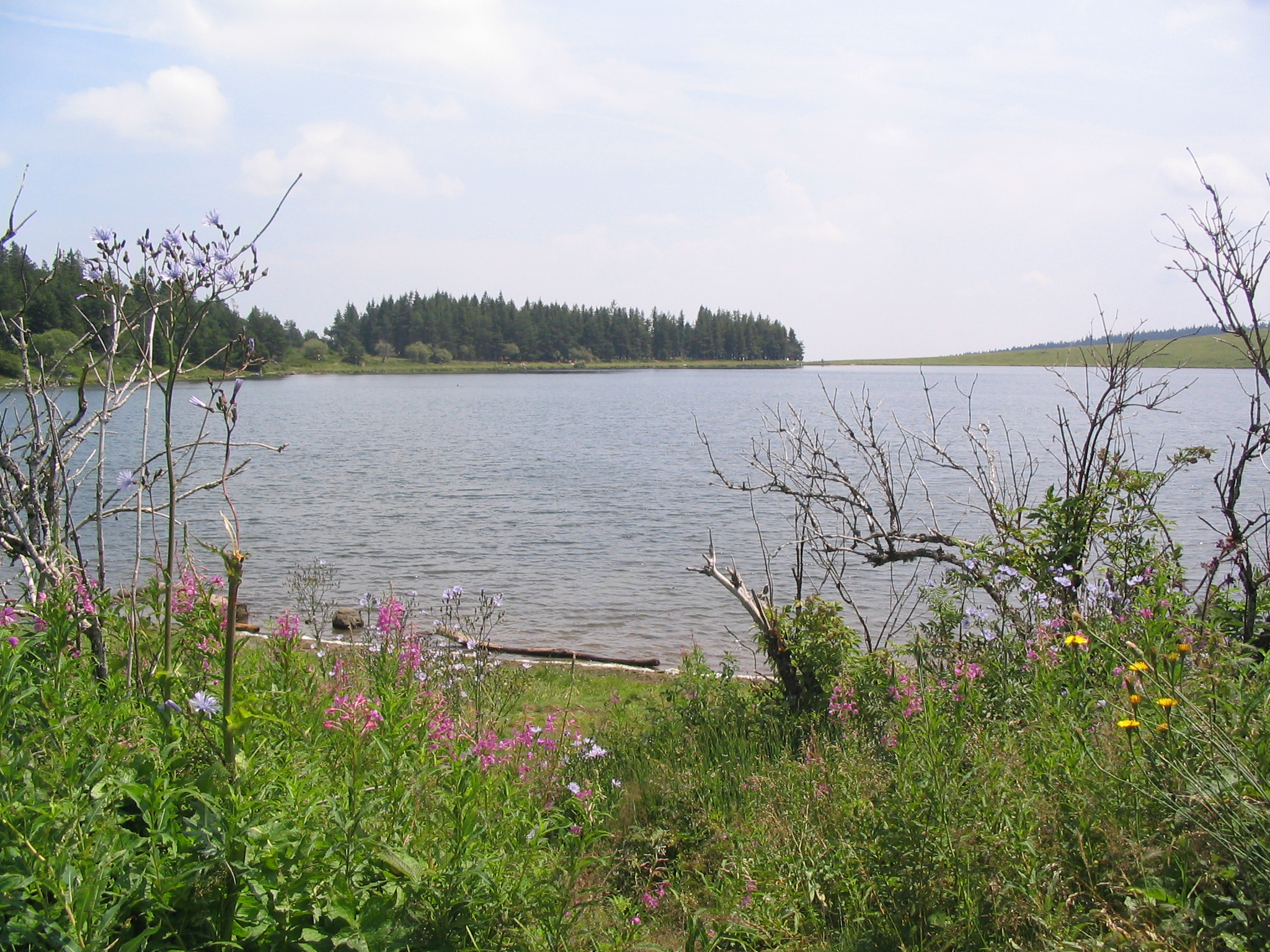
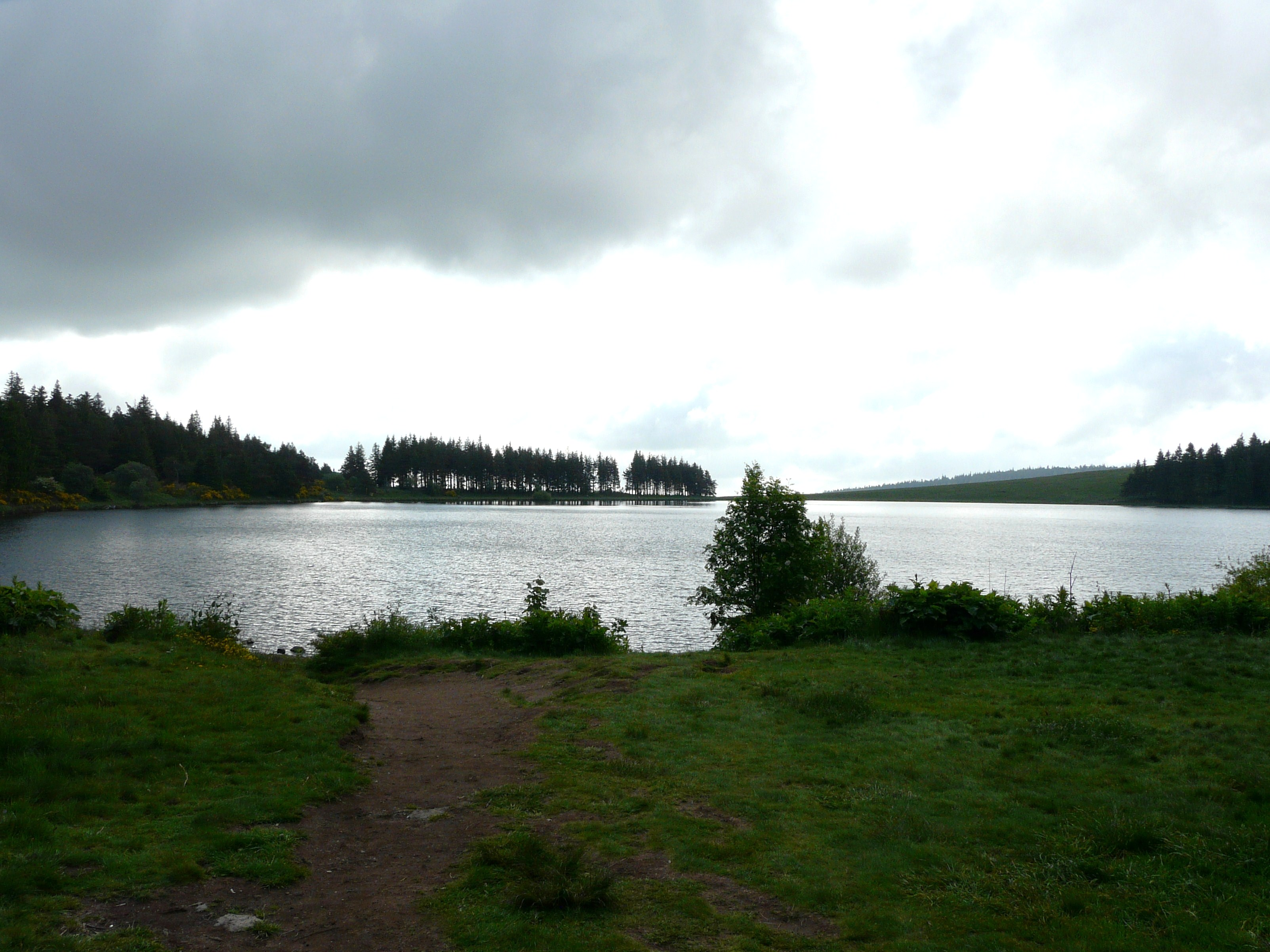